# Ekaterina Semёnovna Semёnova
Ekaterina Semёnova Semёnovna, in russo Екатерина Семёновна Семёнова? (Smolensk, 7 novembre 1786 – San Pietroburgo, 1º marzo 1849), è stata un'attrice teatrale russa.
Fu sorella dell'attrice Ninfadora Semёnovna Semёnova.

## Biografia

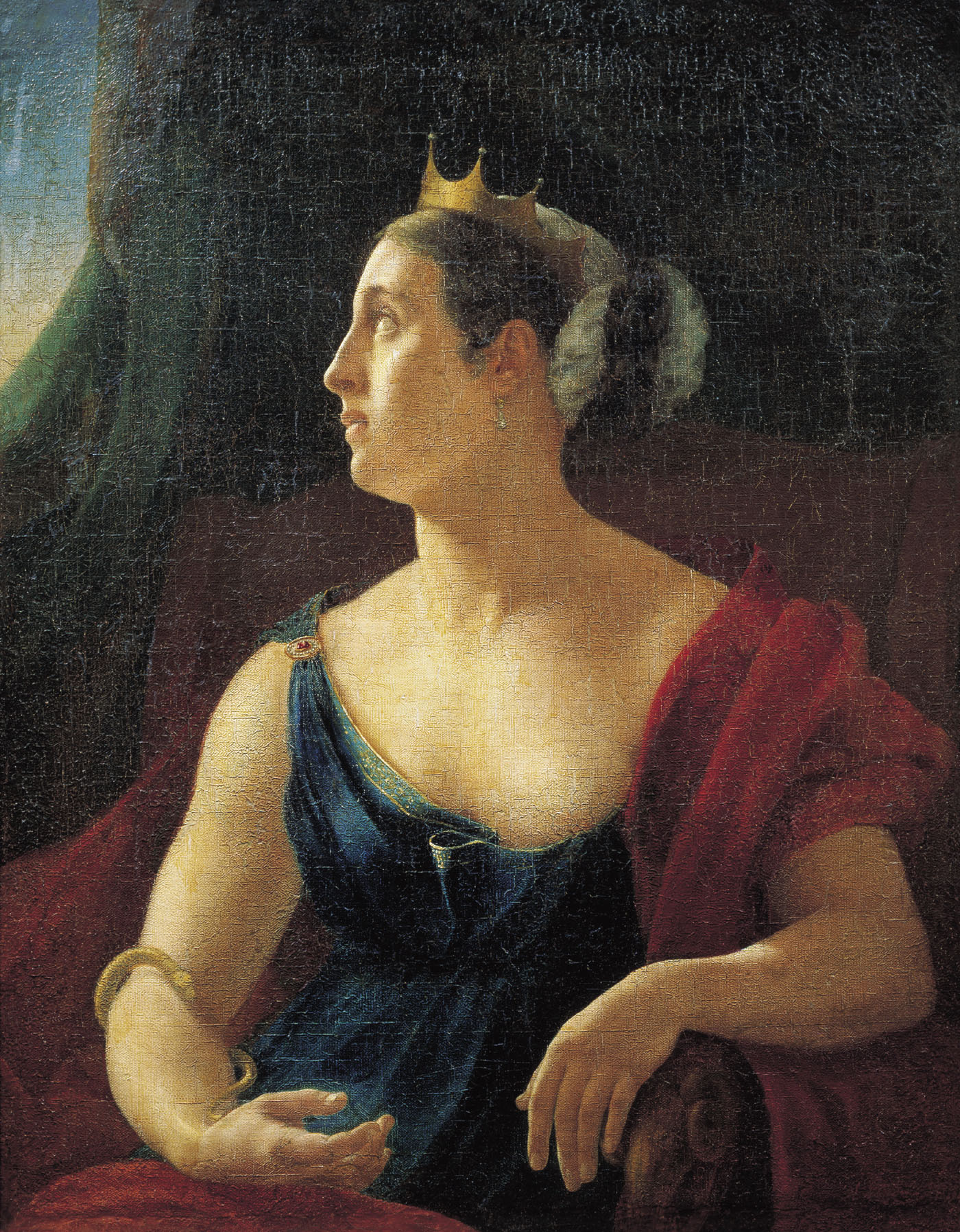
Ekaterina Semёnovna nel ruolo di Cleopatra

Ekaterina Semёnova nacque a Smolensk il 7 novembre 1786 dove la madre Darjia era serva di un proprietario locale che a sua volta la vendette ad un tale Zhdanov, insegnante di un corpo di cadetti, grato per avergli allevato il figlio. Daria quindi rimase incinta del padrone e venne data in sposa ad un tale Semyon che ne divenne il padre putativo.
Talentuosa nel ballo e nel canto, venne avviata alla Scuola di Teatro di San Pietroburgo sotto la direzione di V. F. Rykalov e Ivan Afanasyevič Dmitrevsky. Nel 1797 calcò per la prima volta il palcoscenico, ma fu nel 1804 che fece il proprio debutto in una commedia di A. Kotzebue "La riconciliazione di due fratelli" (nel ruolo di Sophia) recitando poi nel ruolo di Natalia in "I corsi"; nel febbraio del 1803 fece il suo debutto professionale al Teatro Alexandrinsky nella commedia "Nanina". Nel 1805 si unì alla locale compagnia teatrale.
Al Teatro Alexandrinsky, la Semёnovna interpretò ruoli da giovane ragazza data anche la propria avvenenza ed i suoi tratti "classici" che la rendevano ideale in un periodo di neoclassicismo. La sua voce flessibile da contralto cedeva a un'ampia varietà di modulazioni. La forza dei sentimenti e la sincera passione cjeka animavano contribuirono ancor di più al suo successo.
Il suo primo successo come attrice drammatica avvenne ad ogni modo nella tragedia "Edipo ad Atene" nel 1804, per quanto la sua formazione artistica fosse stata solo superficiale. Continuò quindi a formarsi col principe Aleksandr Aleksandrovic Šachovskoj, col poeta Nikolaj Ivanovič Gnedič e soprattutto con la famosa attrice francese madmoiselle Georges, che all'epoca soggiornava a San Pietroburgo, al punto che il pubblico teatrale della capitale russa si divise nelle preferenze tra le due attrici.
Aleksandr Sergeevič Puškin scrisse a proposito di Ekaterina: 

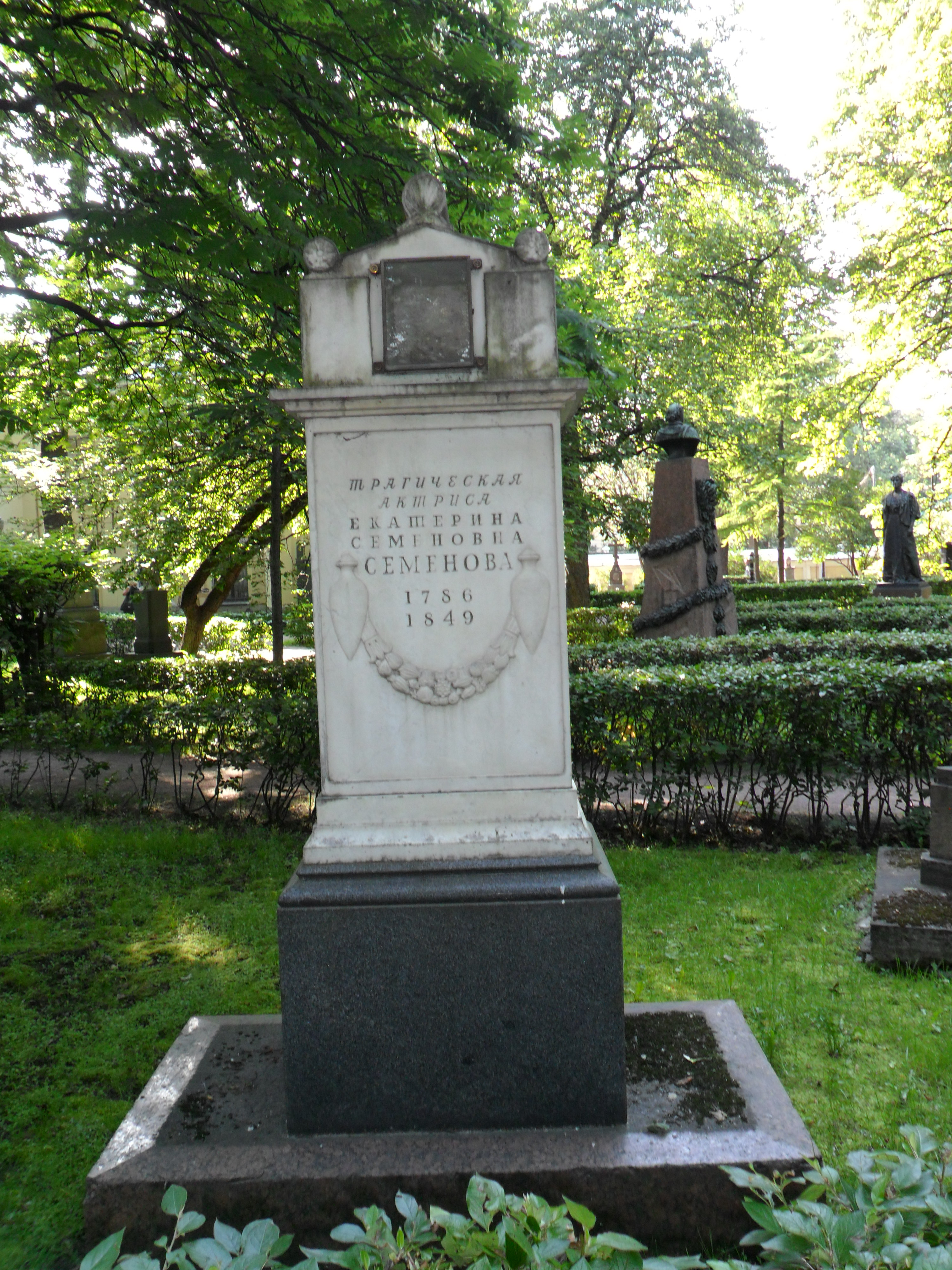
La tomba di Ekaterina Semёnova Semёnovna

Il successo e gli ammiratori ad ogni modo rovinarono la Semёnovna: a volte era pigra, a volte capricciosa, il tutto facilitato dal suo avvicinamento al senatore principe Ivan Alekseevič Gagarin, un uomo molto ricco e che godeva di una posizione elevata sia nello stato che nei circoli letterari. Dopo la nomina a direttore dei teatri, il principe P.I. Tyufyakin la Semёnovna, che non sopportava la sua maleducazione e durezza, lasciò le scene nel 1820; non riuscì comunque a vivere a lungo lontano dal palcoscenico e, dopo due anni di spettacoli amatoriali, tornò di nuovo in scena. L'emergere della nuova tendenza del romanticismo anche nelle opere drammatiche danneggiò gli ultimi anni della carriera teatrale della Semёnovna, la quale provò a riciclarsi con nuovi ruoli anche comici, ma senza il successo sperato. Nel 1826, infine, la Semёnovna abbandonò definitivamente le scene.
Dopo essersi trasferita a Mosca, la Semёnovna accettò di sposare il suo patrono dopo che per anni aveva rifiutato temendo che questo avrebbe finito per danneggiarle la carriera. La casa dei principi Gagarin venne visitata periodicamente da molti ex ammiratori della Semёnovna: Pushkin, Aksakov, Nadezhdin, Pogodin. Nel 1832 morì il principe Gagarin; gli ultimi anni della vita della Semёnovna furono oscurati da problemi familiari.
Ekaterina Semёnova morì il 1º marzo 1849 a San Pietroburgo. Fu sepolta nel cimitero di Mitrofanievsky e quando questo venne completamente distrutto nel 1936, la sua salma venne trasferita nel mausoleo dei maestri delle arti e dei mestieri al monastero di Sant'Aleksandr Nevsky a San Pietroburgo.